# Мъдрец (архетип)
Мъдрецът е архетипов образ на смисъл и мъдрост. В аналитичната психология на Карл Юнг мъдрият стар човек представлява мъжкия дух. В психологията на мъжа анимата е свързана с мъдрия стар човек, както дъщерята с баща си. А при жената този образ е един аспект на анимуса. Този архетип може да се появява както в сънищата, така и при медитация в ролята на гуру, магьосник, лекар, свещеник, учител, професор, дядо или всяка друга личност с авторитет.